# 샤린 푸
샤린 푸(Sharin Foo, 1973년 11월 22일 ~ )는 덴마크의 가수이다. 중국계 덴마크인 아버지의 딸로 태어났으며 수네 로세 바그네르(Sune Rose Wagner)와 함께 록 그룹인 더 라베오네트(The Raveonettes)에서 활동했다.